# Lamborghini - The Man Behind the Legend
Lamborghini - The Man Behind the Legend è un film del 2022 scritto e diretto da Bobby Moresco.
Il film è ispirato al libro biografico Ferruccio Lamborghini, la storia ufficiale (scritto dal figlio Tonino); porta sullo schermo la vita di Ferruccio Lamborghini, dalla fondazione della Lamborghini Trattori alla rivalità con Enzo Ferrari, il tutto ambientato nel tipico clima degli anni '50 italiani.

## Trama
Lamborghini segue "la lunga vita dell'iconico imprenditore, dalla produzione di trattori, all'inizio della sua carriera, alla creazione di veicoli militari, durante la seconda guerra mondiale e poi alla progettazione e alla costruzione delle auto Lamborghini che alla fine hanno definito la sua profonda eredità".
(Sky Cinema, 19 gennaio 2023 )
1992. Una sera, un anziano Ferruccio Lamborghini, seduto alla scrivania nella sua magione in Umbria, gioca con i modellini di una Ferrari e di una Lamborghini, immaginando di sfidare Enzo Ferrari a una gara di velocità.

### Capitolo Uno:Sogni
Poco dopo la fine della Seconda guerra mondiale, il giovane Ferruccio, congedato dall'esercito italiano, torna nella natia Cento. Fa la proposta di matrimonio alla fidanzata Clelia e parla al padre, agricoltore, della sua aspirazione d'impiantare una fabbrica di trattori. Per racimolare i fondi necessari intende partecipare a una gara automobilistica, la "Terra dei motori", con un'auto che acquistato e modificato col suo amico Matteo. Le loro speranze vengono però subito frustrate quando, durante la corsa, finiscono fuori strada. Chiede allora un prestito al padre per avviare la fabbrica; tuttavia Clelia, che l'aveva appoggiato nel suo progetto, rimane contrariata perché ciò potrebbe mettere in difficoltà i suoi famigliari che intendono continuare a coltivare la terra, perché il padre di Ferruccio ha ipotecato la fattoria.
Ferruccio e Matteo acquistano il rottame di un camion che iniziano a modificare per trasformarlo in un trattore. Matteo s'invaghisce di una studentessa di economia di nome Annita, ma è troppo timido per rivolgersi direttamente a lei, così Ferruccio si fa avanti per conto dell'amico. Nasce Tonino, il figlio di Ferruccio e Clelia, ma la madre muore per un'emorragia dandolo alla luce. Per l'ira, accresciuta dal fatto che non era presente al momento della tragedia, Ferruccio vorrebbe distruggere il trattore appena completato, ma si trattiene. Chiede e ottiene un finanziamento da una banca per iniziarne la produzione in serie. Rimasto vedovo con un figlio a cui badare, Ferruccio decide di sposare Annita, che si è sempre interessata a lui anziché a Matteo; questi se ne adombra e chiede il 25% delle quote della compagnia.

### Capitolo Due:Gli anni d'oro
Nel 1963, la fabbrica di trattori Lamborghini è molto ben avviata. Tonino a scuola va maluccio, e vorrebbe passare più tempo col padre, sempre preso dagli affari, benché questi lo ricolmi di regali.
Ferruccio propone una collaborazione a Enzo Ferrari per migliorare le qualità meccaniche delle sue automobili, ma il Drake lo tratta con sufficienza. Matura allora in lui la decisione di produrre in proprio un'autovettura sportiva. I suoi ingegneri rimangono perplessi  sul progetto, ma alla fine assecondano il loro capo. Nasce così a Sant'Agata Bolognese la fabbrica Lamborghini di automobili, che avranno come logo un toro Miura sul punto d'incornare durante la corrida.
Ad una serata mondana a Bologna, Ferruccio s'intrattiene con una giovane molto attraente a cui mostra i suoi disegni, cosa che suscita la gelosia di Annita, che gli minaccia la separazione.
Il collaudo della 350 GTV, eseguito dall'ingegnere neozelandese Bob Wallace, va a buon fine, così al Salone di Ginevra del 1964 viene presentata la vettura, ridenominata Miura, con tanto di frecciatine ironiche verso Enzo Ferrari.

### Capitolo Tre:La fine
Le agitazioni sindacali successive al 1968 mettono in crisi l'industria automobilistica italiana, e l'atmosfera si fa tesa anche in Lamborghini, tanto che Ferruccio decide di vendere l'azienda. Molti anni dopo il figlio Tonino, ora sposato e padre di famiglia, gli chiede se è soddisfatto della sua vita. Rimasto solo, rievoca la rivalità con Enzo Ferrari e fa un giro turistico sulla Miura.

## Produzione
Il 29 dicembre 2015 si annunciò che l'Ambi Media Group stava sviluppando un film basato sulla vita dell'imprenditore Ferruccio Lamborghini. La compagnia progettò di gestire i diritti di distribuzione del film in tutto il mondo tramite l'Ambi Distribution. L'11 maggio, fu riportata la notizia che Michael Radford avrebbe diretto il film sulla base di una sceneggiatura di Robert Moresco tratta dalla biografia Ferruccio Lamborghini. La storia ufficiale scritta dal figlio Tonino Lamborghini. Il 9 marzo 2018, si annunciò che Radford aveva rinunciato all'incarico per conflitti nella sua agenda, ed era stato sostituito da Moresco stesso. Il 14 maggio 2018, fu riportato che il film sarebbe stato co-finanziato e co-prodotto dalla TaTaTu, una piattaforma di sociale d'intrattenimento basata su blockchain.
Fu anche confermato che Antonio Banderas e Alec Baldwin erano stati scritturati rispettivamente come Ferruccio Lamborghini da adulto ed Enzo Ferrari, con l'italiano Romano Reggiani che avrebbe interpretato il giovane Lamborghini. Le riprese principali sarebbero dovute iniziare il 9 aprile 2018 a Roma e a Cento. A settembre del 2021, Frank Grillo annunciò di aver preso il posto di Banderas nel film. Precisò anche che Baldwin si era ritirato, e che il suo sostituto non era stato ancora reso pubblico. Nello stesso mese, iniziò la produzione a Roma e in Emilia-Romagna, con Gabriel Byrne, Mira Sorvino, Romano Reggiani, Fortunato Cerlino e Giorgio Cantarini che si erano uniti al cast. A ottobre 2021, fu annunciato l'ingresso nel cast di Eliana Jones.

## Promozione
Il trailer è stato diffuso online il 13 ottobre 2022.

## Distribuzione
La pellicola è stata presentata il 23 ottobre alla Festa del Cinema di Roma 2022 ed è distribuita su Prime Video dal 19 gennaio 2023.

## Accoglienza
Su Rotten Tomatoes, il film ha un tasso d'approvazione del 6% sulla base di 16 recensioni, con una media di 3,7/10. Mira Sorvino fu candidata come peggior attrice non protagonista ai 43ª edizione dei Razzie Awards.